# Weltrotkreuztag
Der Weltrotkreuz- und Rothalbmondtag, oft kurz als Weltrotkreuztag bezeichnet, ist ein inoffizieller internationaler Gedenk- und Feiertag. Er wird jährlich am 8. Mai, dem Geburtstag von Henry Dunant, dem Begründer der Internationalen Rotkreuz- und Rothalbmond-Bewegung, begangen.

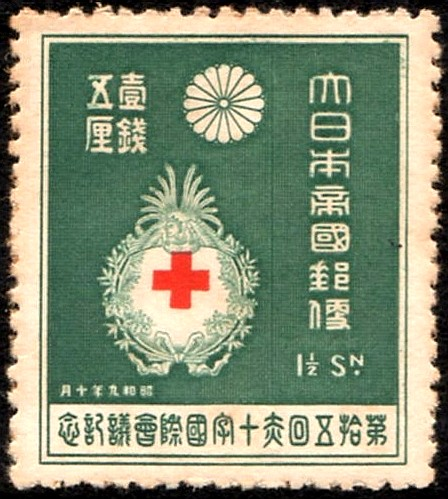
Briefmarke zur XV. Internat. Rotkreuz-Konferenz 1934

Die Ursprünge dieses Gedenk- und Feiertages liegen im Jahr 1921. Alice Masaryková schlug vor darüber nachzudenken, ob der mittelalterliche Gedanke des „Treuga dei“ (Gottesfrieden) angewandt werden könne. Damals gab es in der Tschechoslowakischen Republik innenpolitische Konflikte. An Ostern des Jahres 1922 rief die tschechoslowakische Rotkreuz-Gesellschaft eine dreitägige Waffenruhe aus. Diese Tage wurden „Trêve de la Croix-Rouge“ (Rotkreuz-Frieden) genannt. Die Presse unterließ in dieser Zeit jegliche polemische Äußerungen; stattdessen wurden vermehrt Berichte über den Rotkreuz-Frieden veröffentlicht. Daraus entstand die Idee, jedes Jahr einen Tag des Friedens zu begehen.
Die tschechoslowakische Rotkreuz-Gesellschaft schlug vor, diese Idee weltweit umzusetzen. Auf der XIV. Internationalen Rotkreuz-Konferenz (Brüssel, 1930) wurde eine Kommission eingesetzt, welche den möglichen Nutzen eines solchen „Rotkreuz-Friedens“ untersuchen sollte. Diese Kommission empfahl daraufhin der XV. Internationalen Konferenz im Jahr 1934 in Tokio die Ausweitung entsprechender Aktivitäten auf internationaler Ebene. Auf der XVI. Internationalen Konferenz 1938 in London wurde dann beschlossen, alljährlich einen Tag als Initiative für den Frieden zu begehen.
Durch den Beginn des Zweiten Weltkrieges kam es jedoch zunächst nicht zur Umsetzung dieses Beschlusses. Nach dem Ende des Krieges wurde diese Idee 1946 bei einer Tagung des Verwaltungsrates der Liga der Rotkreuz-Gesellschaften erneut diskutiert. Zwei Jahre später wurde dann, nach Zustimmung des Exekutivkomitees der Liga, erstmals der Geburtstag von Henry Dunant als „Internationaler Tag des Roten Kreuzes“ begangen. Er wurde später zunächst „Weltrotkreuztag“ genannt und in der Folgezeit noch mehrmals umbenannt, bis er 1984 den heutigen Namen erhielt.